# Aposopsyllus arenicolus
Aposopsyllus arenicolus är en kräftdjursart. Aposopsyllus arenicolus ingår i släktet Aposopsyllus och familjen Paramesochridae. Inga underarter finns listade i Catalogue of Life.